# Musa II (mansa)
Musa II o Fadima Musa fue mansa del Imperio de Malí, entre 1374 y 1387. Según el historiador tunecino Ibn Jaldún, Musa II revirtió los excesos de su tiránico antecesor, mostrando una gran habilidad administrativa.
El kankoro-sigui (visir) de su hermano y antecesor, Mari Diata II, mantuvo su poder y dirigió el imperio durante su reinado, pese a no tener ninguna relación con la familia Keita. Se enfrentó a una rebelión de tuaregs en Takedda y Gao: triunfó en Tahkedda, pero no consiguió una victoria decisiva en Gao. 
En 1375, los songhais comenzaron a invadir las tierras de Malí, pero en 1387, fecha de la muerte del Mansa Musa II, Malí había superado el despilfarro de Mari Diata y era financieramente solvente, manteniendo el control de todas sus conquistas anteriores. 
| Predecesor: Mari Diata II | Mansa de Malí 1374 – 1387 | Sucesor: Maghan II |